# Nogueira (Maia)
Nogueira is een plaats (freguesia) in de Portugese gemeente Maia en telt 4478 inwoners (2001).